# Зази
Изабе́ль де Трюши́ де Варе́нн фр. Isabelle de Truchis de Varennes; род. 18 апреля 1964[…], Булонь-Бийанкур), более известная как Зази́ (фр. Zazie), — французская певица, автор-исполнитель, бывшая профессиональная модель.

## Биография
Изабель де Трюши де Варенн родилась 18 апреля 1964 года в Булони-Бийанкуре. С детства любила французский шансон: Жоржа Брассенса, Жака Бреля, Барбару. В 10 лет начала учиться игре на скрипке, затем параллельно пошла на занятия по фортепиано и гитаре. В подростковом возрасте начала писать песни.
По окончании средней школы пошла учиться на психотерапевта.
В итоге, будучи красивой стройной брюнеткой, начала профессиональную модельную карьеру, на десять лет став знакомым лицом в рекламе и завсегдатайкой разворотов французских журналов мод.

### 1992—1993
В 1992 году вернулась в музыку, поехав в Лондон записывать дебютный альбом в студии Питера Гэбриэла (Real World Studios).
Записанный там альбом вышел в конце сентября того же года. Его название — Je, tu, ils — являлся отсылкой к книге американского психотерапевта Говарда Бутена When I Was Five I Killed Myself. Первый сингл с него, «Sucré salé», стал хитом, принеся молодой певице премию Victoires de la musique в номинации «Лучшая новая исполнительница» (фр. Révélation féminine).

### 1995
Следующий альбом, Zen, вышел в 1995 году. Он был принят ещё лучше первого. Зази хвалили за умные, ироничные тексты и за то, как органично она сочетала стандарты современного попа с использованием традиционных инструментов от аккордеона до джембе.

### 1998—1999
В 1997 году исполнила песню Ma vie en rose, являющуюся заглавным сопровождением к фильму «Моя жизнь в розовом цвете».
В феврале 1998-го певица была отмечена премией Victoires de la music в номинации «Лучшая исполнительница года».
Третий альбом Зази, озаглавленный Made in Love, вышел в мае.
В том же году она написала ряд песен для Джонни Холлидея, среди которых «Allumer le feu», ставшая большим хитом.
Последовавшее за альбомом турне породило первый концертный альбом певицы, озаглавленный Made in Live (1999).

### 2001
Следующий студийный альбом, La Zizanie, вышел в 2001 году. Незадолго до выхода альбома Зази узнала, что беременна, и отменила турне в поддержку вышедшей пластинки.

### 2002
В марте 2002 года Зази была названа лучшей исполнительницей года по версии Victoires de la music во второй раз.
В августе 2002 года у Зази родилась дочь, которую назвали Лола.

## «Голос»
Зази была наставником победителей французской версии телешоу «Голос» Лилиана Рено (4-й сезон, 2015) и Маэ́ли (7-й сезон, 2018).